# Chichica
Chichica (indigene Bezeichnung: Munängätäte) ist eine Ortschaft und ein Corregimiento im Bezirk Müna des indigenen Territoriums Ngöbe-Buglé in der Republik Panama. Es ist der Hauptort des Bezirks mit 5368 überwiegend indigenen Einwohnern. Vor der Gründung der Comarca im Jahr 1997 war Chichica Teil der Provinz Chiriquí.